# Švagr
Výraz švagr označuje muže v následujících rodinných vztazích:
- bratr manžela nebo manželky,
- manžel sestry

Dle některých zdrojů se tak označuje i manžel sestry druhého z manželů.
Ženským protějškem švagra je švagrová.

## Švagr z pohledu práva
Z hlediska práva, formálně švagrem nemůže být například muž v registrovaném partnerství, protože institut švagrovství vzniká jen na základě uzavření manželství.

## Původ
Čeština převzala současný tvar švagr z německého der Schwager, které se vyslovuje stejně.
Slovo však pochází ze slovanského základu svak, který se zachoval ve slovenském svák, sváko; ten měl původně širší význam – příbuzný, svojský.
Manželův bratr se ve staré češtině označoval deveř.